# Рай (хижа)
Туристическа хижа „Рай“ се намира в Стара планина на 1430 м надморска височина (н.в.), в рамките на Национален парк „Централен Балкан“, в южното подножие на връх Ботев.
Състои се от масивна триетажна сграда, построена през 1939 - 1940 г., и няколко малки нежилищни постройки. Хижата разполага със 120 легла, разпределени в стаи с по 4, 5, 7, 10 и повече легла (част от тях двуетажни), с вътрешни и външни санитарни възли и умивални, външна баня. Най-малката стая е за 4 души, с нови легла и матраци. Вътре помещенията са чисти. Сградата е водоснабдена, електрифицирана от собствен генератор (агрегат) и ВЕЦ, отоплението е с печки на твърдо гориво. Разполага с туристическа кухня, столова със 75 места и лавка, където има готвена храна и напитки.
Ако времето е сухо, условията за собствени палатки са добри – като резервен вариант при липса на места.
До хижата няма път за автомобилен транспорт, като достъпът е възможен само пеша по указаните туристически маршрути. Доставката на всички стоки на хижата се осъществява с коне. За туристите със свръхтежък багаж също могат да се наемат коне с водач, които да качат хората и товара им.
Стопанисва се от туристическо дружество „Хайдут“ от град Калофер. Телефони: 03133 2276; 048 761497.
Радиотелефон: 048 800 777; 048 886 081.

## Туристически маршрути
1. Калофер – хижа „Рай“.

Изходно място за достигане до хижа „Рай“ е град Калофер. От града до местността „Паниците“ край поречието на р. Тунджа има асфалтирано шосе 6 – 7 км, а от там до хижата води маркирана пътека. В местността „Паниците“ има платен паркинг до няколко дни. Може да се паркира и на поляните или по-нагоре до вилите и бунгалата. Паркирането не навсякъде е сигурно за изходна точка към хижата и понякога има риск за автомобилите на туристите, защото не се охраняват. Транспортът от град Калофер или гара Калофер до „Паниците“ може да се извърши и от частни превозвачи на групи. Пътеката е изключително живописна, догоре е много добре обозначена с табели и перфектно маркирана с лентова маркировка /синьо и бяло/, така че няма как да се изгуби човек. Има множество места за отдих, изградени от Дирекцията на парка, доста пейки, както и няколко чешми по пътя. Маршрутът тръгва от м. „Паниците“ и минава през м. „Понякя“, „Параджика“, „Каменливеца“, „Рогачева гора“ и „Малък купен“. Минава се през най-големия резерват в Национален парк „Централен Балкан“ – Джендема. Маршрутът не е толкова тежък (ако е сухо), но е дълъг и с няколко трудни участъка. Целият път пеша от местността „Паниците“ (750 м н.в.) до х. „Рай“ е 4,5 часа.
2. Хижа „Рай“ – Райско пръскало.
В близост до хижата се намира най-високият водопад в България – Райското пръскало (124,4 м) с Райските скали. Достига се след половин час път изкачване с още 150 м височина.
3. Хижа „Рай“ – връх „Ботев“.
От хижата по „Тарзанова пътека“ се стига за около 2,5 – 3 ч. до връх „Ботев“. Пътеката се вие леко встрани от Райското пръскало. Първите 400 метра са по-стръмни, но безопасни. Надолу се открива впечатляваща гледка от Джендема – вековни гори, недостъпни скали, огромни и стръмни долини, невероятна зеленина и разнообразен животински свят. Виждат се върховете Амбарица, Купена, Жълтец и т.н. Нагоре наклонът намалява и височината нараства монотонно до 2376 м на върха. Връх Ботев е най-ветровитото място в България и изисква подходяща екипировка.
5. Хижа „Рай“ – Хижа „Васил Левски“.
До хижа „Левски“ можете да стигнете по директната пътека от хижа „Рай“ през „Баш мандра“ за около 4 ч. 30 мин. по маркираното със синьо-бяло трасе.
6. „Бяла река“ – Хижа „Рай“.
Добра възможност предоставя подхода от „Бяла река“, който дава възможност след посещението на еко-пътека „Бяла река“ да се включите в трасето за хижа „Рай“ и връх „Ботев“ чрез пътеката, тръгваща вдясно от входа на еко-пътеката. Тя е маркирана със зелено-бяла лентова маркировка и след около 1,5 часа ще ви изведе на главната пътека за хижа „Рай „ – м. „Параджика“.
Предлагат се и организирани туристически екскурзии с комбинирани маршрути .
Съседни туристически обекти:
- водопад Райското пръскало – 30 мин.
- връх „Ботев“ – 2 ч. 30 мин. – 3 ч. – най-краткият път до върха.
- х. „Васил Левски“ – 4 ч. 30 мин.
- х. „Плевен“ – 5 ч.
- х. „Тъжа“ – 5 ч. 30 мин. през връх Ботев.